# Бели дол
 Тази статия е за селото в област Хасково.  За селото в област Бургас вижте Белодол.  
Бели дол е село в Южна България. То се намира в община Ивайловград, област Хасково.

## География
Село Бели дол се намира в планински район.

## История
Старото име на селото до 1934 г. е Дере кьой.